# Stadtkirche Fehrbellin

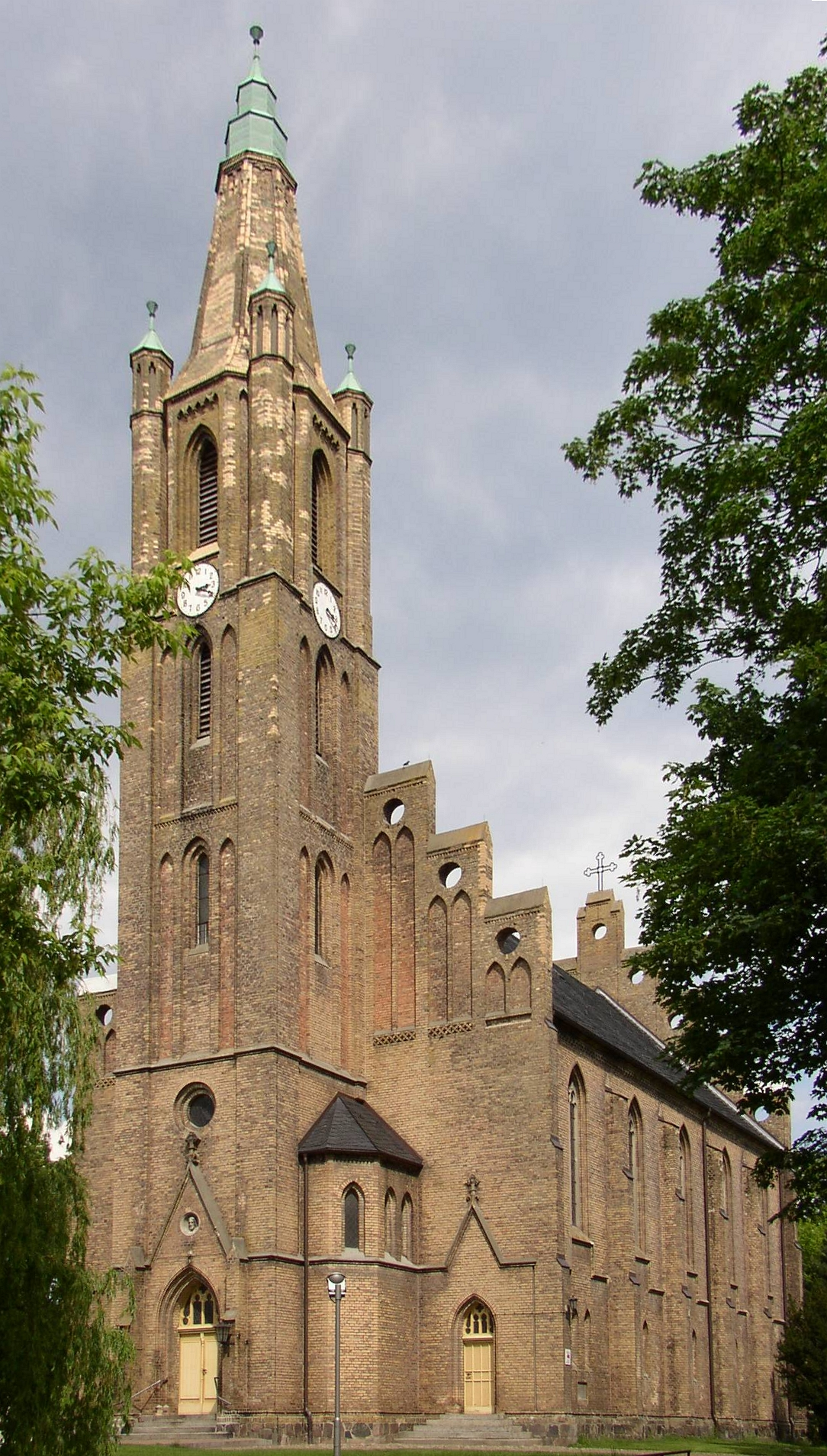
Stadtkirche in Fehrbellin

Die evangelische Stadtkirche Fehrbellin ist eine von 1865 bis 1866 errichtete Saalkirche in Fehrbellin im brandenburgischen Landkreis Ostprignitz-Ruppin. Die Kirchengemeinde gehört dem Kirchenkreis Nauen-Rathenow der Evangelischen Kirche Berlin-Brandenburg-schlesische Oberlausitz an. Das Gebäude steht unter Denkmalschutz.
Die Kirche liegt im Nordwesten des Fehrbelliner Stadtgebiets an der Feldberger Straße, an einer leichten Anhöhe auf dem Anger des ehemaligen Dorfes Feldberg.

## Geschichte
Am Standort der Kirche befand sich ein spätmittelalterlicher Vorgängerbau, die Feldberger Dorfkirche, die um den Jahrhundertswechsel 17./18. Jahrhundert erweitert wurde. Das ehemalige Dorf Feldberg ist baulich mit der Stadt Fehrbellin zusammengewachsen. Das Kirchengebäude wurde 1865 abgerissen, um Platz für das bis heute bestehende Kirchengebäude zu schaffen. Diese Vorgängerkirche spielte allerdings eine entscheidende Rolle, denn sie fungierte bereits seit dem 17. Jahrhundert als Pfarrkirche für Fehrbellin, d. h. die Pfarrer waren zugleich Inspektoren bzw. Superintendenten und hatten die Aufsicht über die umliegenden Kirchen inne. Erster Pfarrer war ab 1541 Nikolaus Benzin. Von 1805 bis 1817 war Johann Heinrich Bolte (1750–1817) Pfarrer und damit zugleich Superintendent.
Da der spätmittelalterliche Vorgänger für die Gemeinde zu klein wurde, bemühte sie sich bereits seit Beginn des 19. Jahrhunderts um einen Neubau, der jedoch lange Zeit aus Kostengründen nicht ausgeführt werden konnte. 1857 wurde von einem Kreisbaumeister ein Entwurf eingereicht, der jedoch bei der Bauverwaltung auf Ablehnung stieß. 1858 reichte Friedrich August Stüler einen Entwurf ein, der zur Ausführung angenommen wurde. 1865 wurde mit dem Abriss des alten Kirchengebäudes und mit dem Bau des neuen Gebäudes begonnen. Die Bauleitung oblag Otto Ferdinand Lorenz. Die Mauerziegel wurden aus Lindow und Linum angeliefert. 1866 wurden die Bauarbeiten abgeschlossen, die Kirchweihe fand 1867 statt.
Von 1929 bis 1946 war Günther Harder Pfarrer der Kirche.
Sanierungsarbeiten erfolgten in den Jahren 1925, 1965 bis 1967 und 1998. Bei den Sanierungsarbeiten in den 1960er-Jahren kam es zur Beseitigung von bauzeitlicher Ausstattung im Innenraum. Dem fielen unter anderem Altar, Kanzel, Taufe und Wandbemalungen zum Opfer. Zudem wurden die beiden bauzeitlichen Emporen verkürzt. 1998 fand eine Rekonstruktion der mehrfarbigen Wandbemalungen statt.

## Baubeschreibung

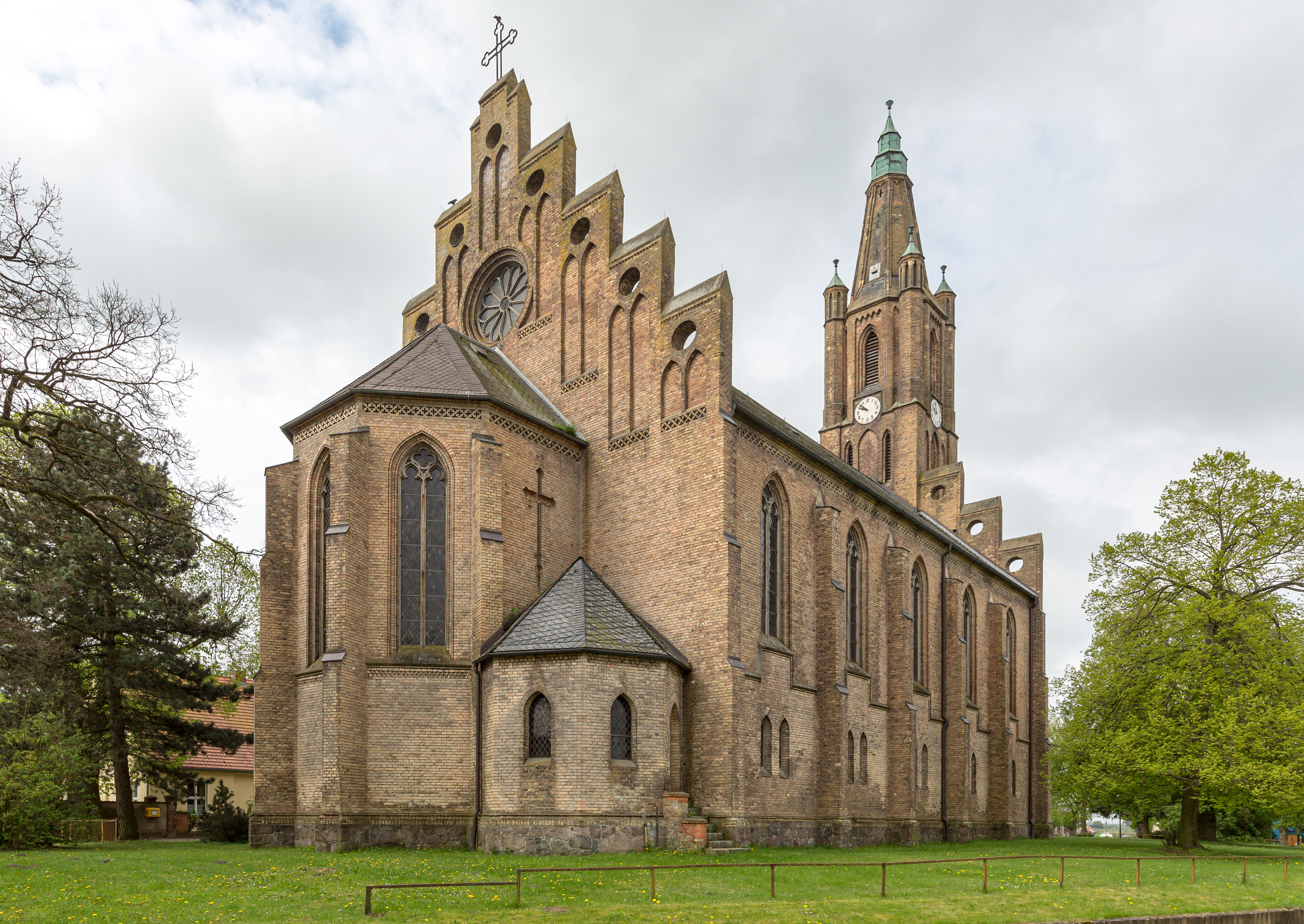
Blick auf das Kirchengebäude aus Richtung Nordosten

Die Kirche ist ein neugotischer Bau aus gelben Ziegeln. Auffällig ist der umlaufende Sockel aus Feldsteinmauerwerk. Die Kirche besteht aus einem rechteckigen Schiff, einer polygonalen Apsis und einem quadratischen Turm auf der Westseite. Der Hauptraum wird durch die Stützen der Empore, die sich U-förmig um den Hauptraum gruppiert, optisch in drei Schiffe gegliedert. Der Fußboden ist gefliest.
Die Außenwände des Schiffs und der Apsis gliedern sich vertikal durch einen Wechsel von großen, spitzbögigen Fensteröffnungen mit Maßwerk aus Steinguss und abgestuften Strebewerkpfeilern. Unterhalb der fünf großen Fensteröffnungen des Schiffs befinden sich jeweils zwei weitere, kleine spitzbögige Fensteröffnungen.
Das Hauptportal der Kirche befindet sich an der Westseite des Turms. Über dem als Stufenportal ausgeführten Eingang ist ein Christus-Medaillon des Bildhauers und Stuckateurs Friedrich Wilhelm Koch zu sehen. Der vorspringende Dreiecksgiebel schließt mit einer Kreuzblume an der Spitze ab. Jeweils links und rechts vom Turm befinden sich polygonale Anbauten, die Treppen zur Empore beherbergen. Derartige polygonale Anbauten liegen auch links und rechts der Apsis.
An beiden Giebelseiten befinden sich hohe Staffelgiebel, die durch geblendete Spitzbögen (d. h. Bögen, die nur der Verzierung dienen, aber keine statische Funktion erfüllen) mit darüberliegenden runden Öffnungen verziert werden. Den östlichen Staffelgiebel verziert zusätzlich eine Rose aus Maßwerk.
Der rund 41 Meter hohe Turm mit quadratischem Grundriss geht noch weit oberhalb des Firstes in eine oktogonale Form über. Ihn verzieren sowohl spitzbögige Fensteröffnungen, als auch nur geblendete Spitzbögen. An der Stelle, an der der Turm in eine oktogonale Form übergeht, wird der quadratische Teil durch vier kleine, oktogonale Ecktürme komplementiert.

### Ausstattung und Anlagen
- Taufbecken: Es handelt sich um ein bauzeitliches, von Friedrich Wilhelm Koch geschaffenes Steinguss-Werk. Das bemalte Becken ist pokalförmig und wird durch einen umlaufenden Kranz aus Puttenköpfen und Maßwerk verziert.
- Grabdenkmal von Hans von Arnim († 1553): Sandsteinplatte, auf der der Verstorbene in voller Rüstung abgebildet ist, umfasst von einer umlaufenden Inschrift und Wappen in den beiden oberen Ecken.
- An der südlichen Außenwand befindet sich der Grabstein des ehemaligen Pfarrers der Kirche Johann Heinrich Bolte (1750–1817) und seiner Ehefrau Anna Sophia Bolte geborene Fretzdorf († 1817). Weiterhin befinden sich in der Kirche eine hölzerne Gedenktafel sowie eine Porträtbüste des Bildhauers Max Wiese.
- Östlich der Kirche befindet sich ein 1914 errichtetes Denkmal für die Gefallenen der Befreiungskriege von 1813 bis 1815, mit denen die Vorherrschaft Frankreichs unter Napoleon Bonaparte über große Teile des europäischen Kontinents beendet wurde. Explizit genannt wird Heinrich Bolte, ein Sohn des Johann Heinrich Bolte, der in der Schlacht sein Leben ließ.
- Glocken: Es handelt sich um drei Gussstahlglocken aus dem Jahr 1925.
- Kirchengestühl: Bauzeitliches Holzgestühl, auch auf den Emporen
- Gemälde: Hervorzuheben sind zwei Ölgemälde (um 1860 und zweite Hälfte des 19. Jahrhunderts), jeweils Christusbilder: Christus am Ölberg und Christus mit Dornenkrone.

Innen- und Außenansichten
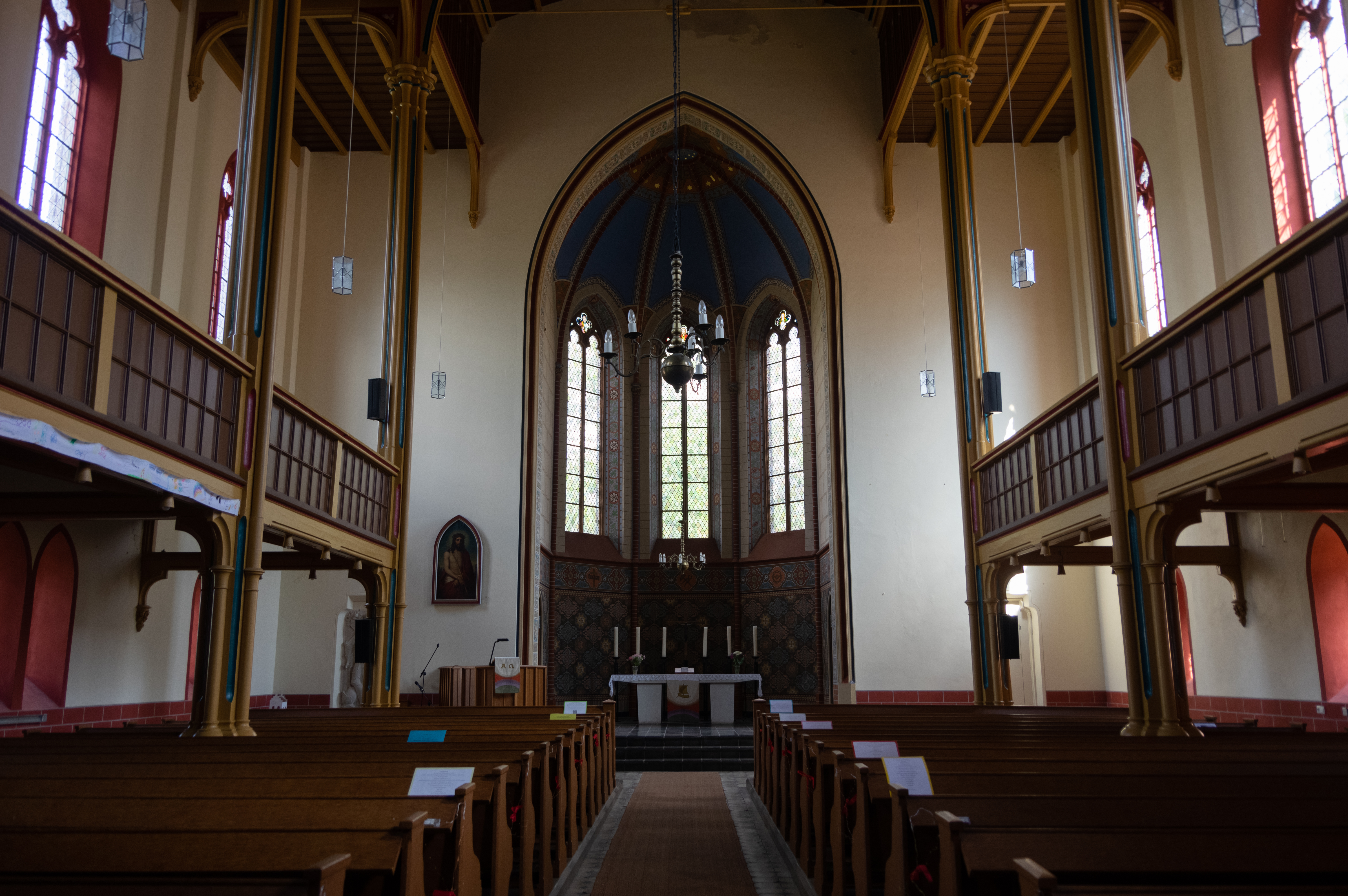
Innenansicht mit Blick auf den Chor
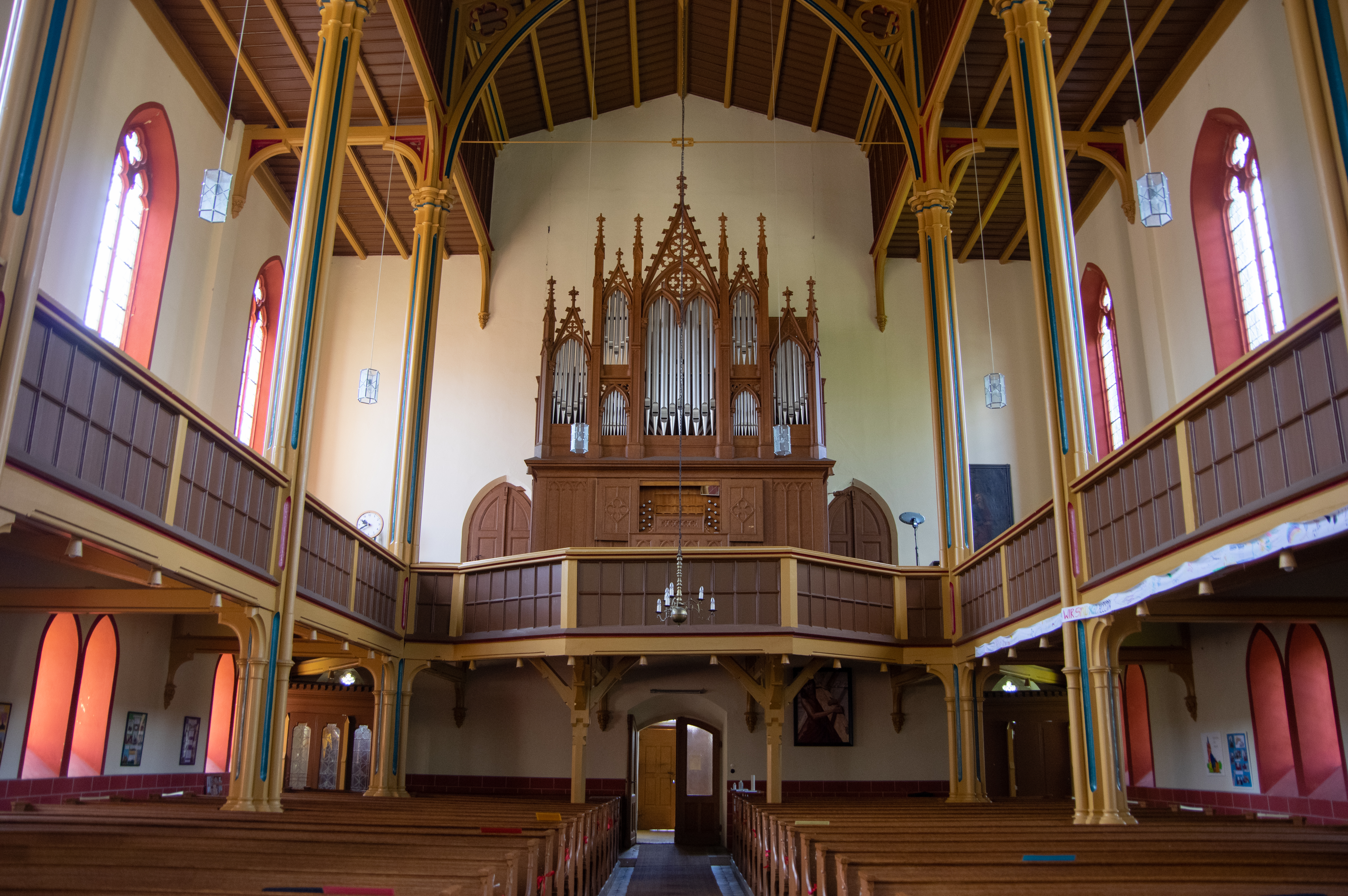
Innenansicht mit Blick auf Orgel und Empore
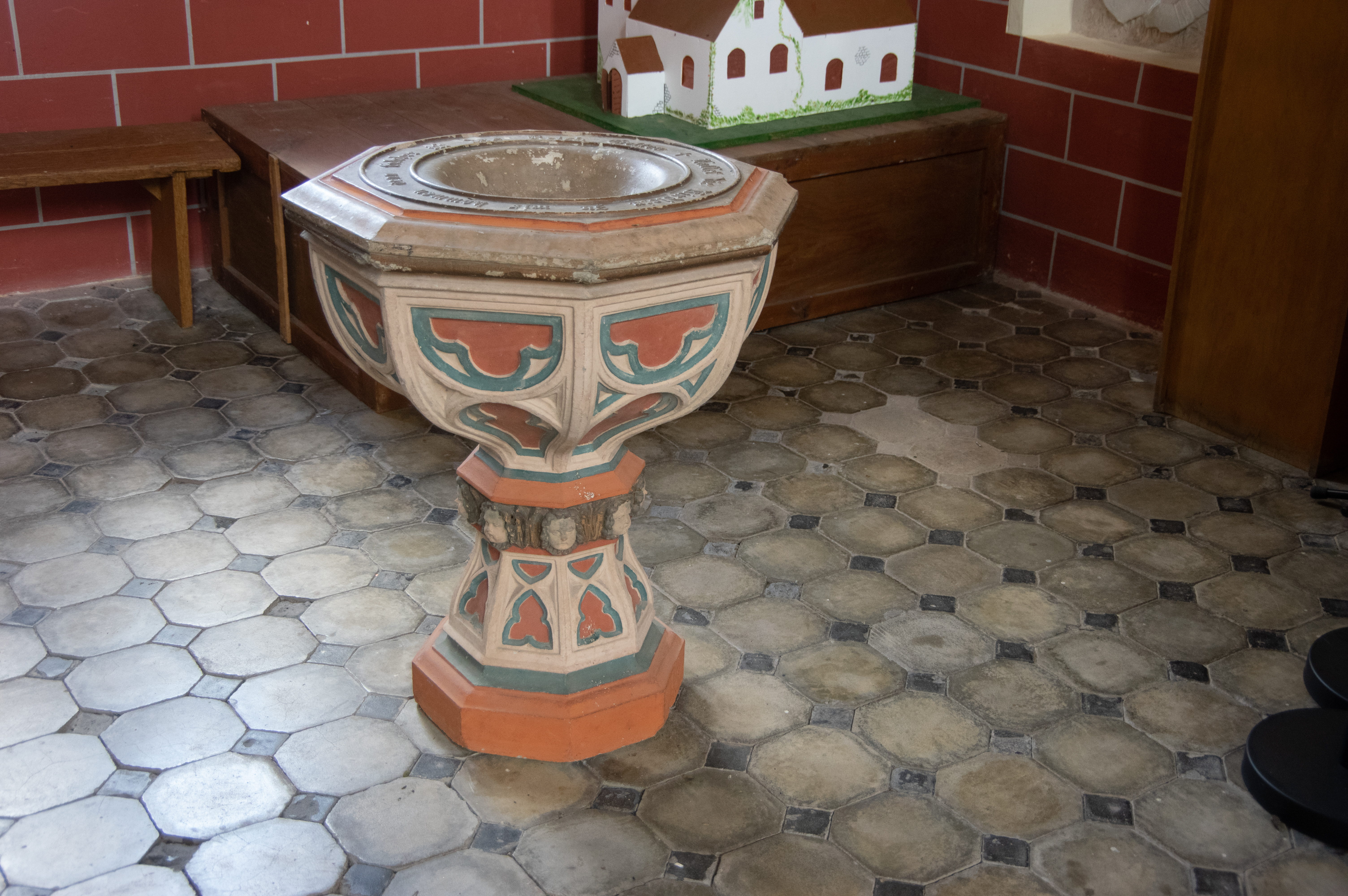
Taufbecken
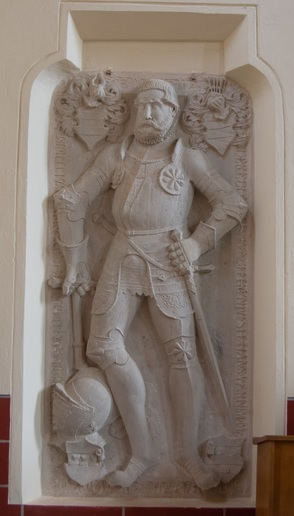
Grabdenkmal Hans von Arnim († 1553)
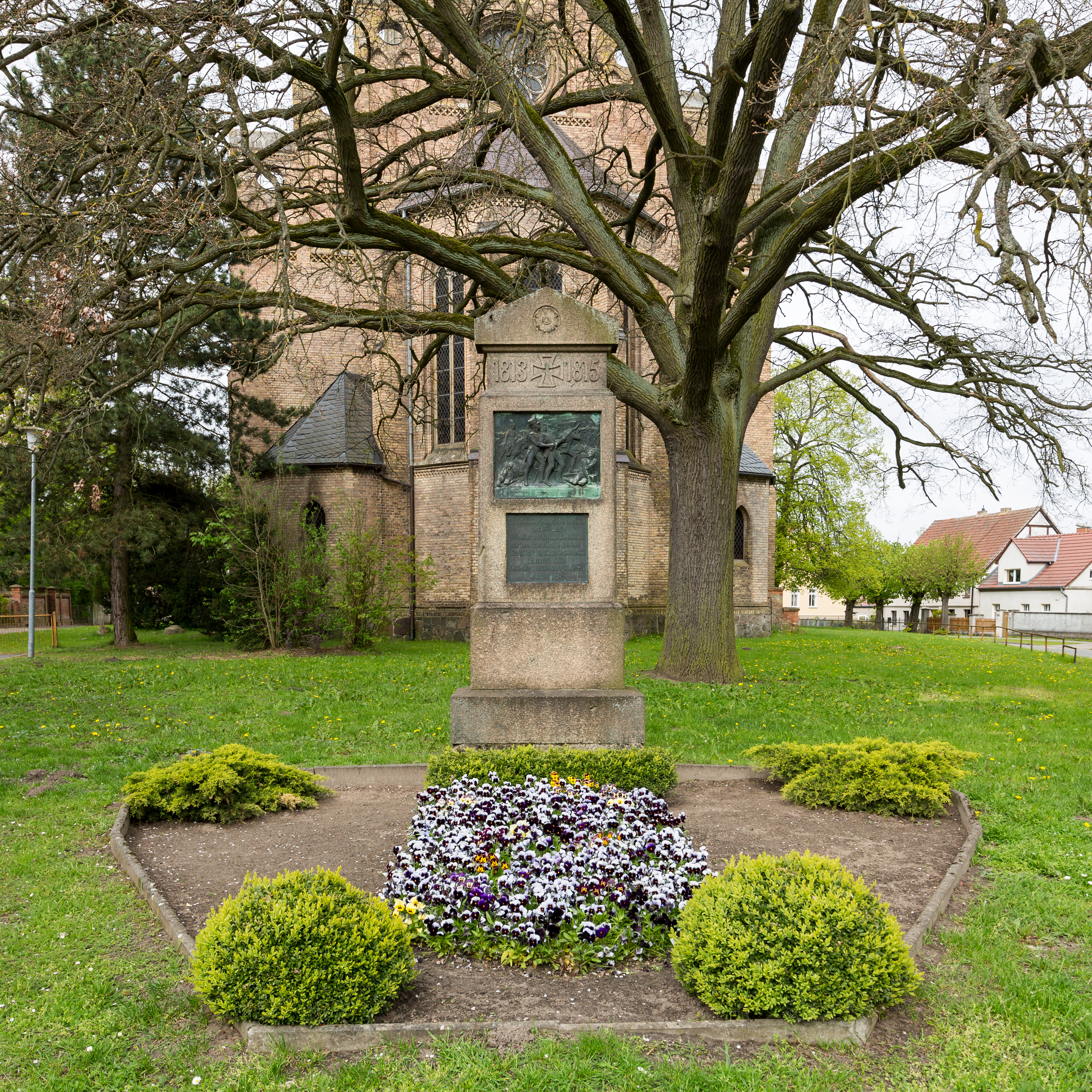
Denkmal für die Gefallenen der Befreiungskriege

#### Orgel

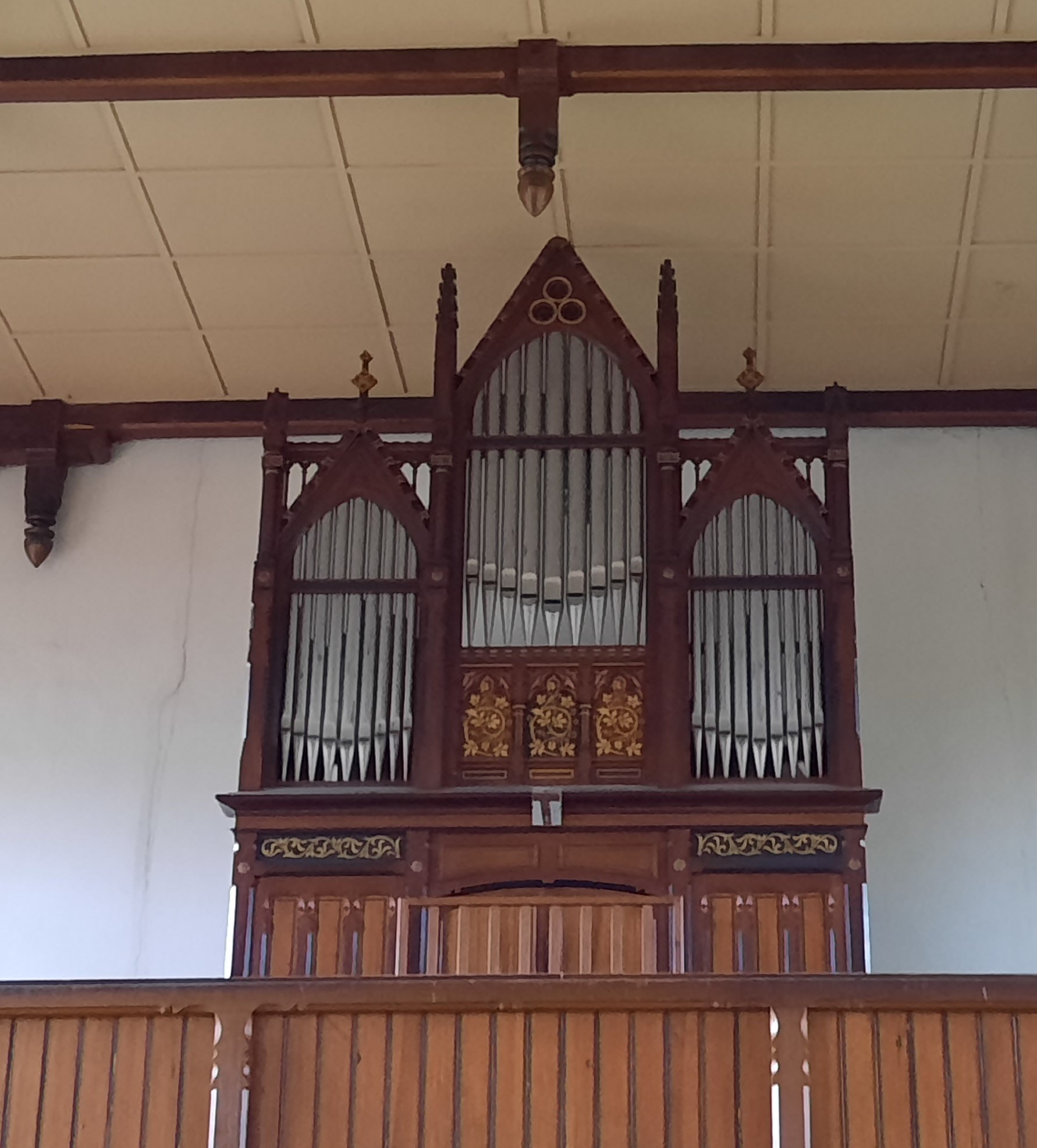
Heerwagen-Orgel an der Westwand

Die Orgel wurde vom Orgelbauer Wilhelm Heerwagen in Klosterhäseler gebaut. Sie befindet sich auf einer Chorempore an der Westwand. Die Disposition lautet:
| I Hauptwerk C–f3 |           |      |
| 1.               | Bordun    | 16′  |
| 2.               | Principal | 8′   |
| 3.               | Rohrflöte | 8′   |
| 4.               | Gamba     | 8′   |
| 5.               | Oktave    | 4′   |
| 6.               | Quinte    | 2 ⁄3 |
| 7.               | Oktave    | 2′   |

| II Oberwerk C–f3 |             |    |
| 1.               | Gedakt      | 8′ |
| 2.               | Flöte       | 8′ |
| 3.               | Salicional  | 8′ |
| 4.               | Flöte dolce | 4′ |

| Pedal C–f1 |            |     |
| 1.         | Violon     | 16′ |
| 2.         | Subbass    | 16′ |
| 3.         | Violoncell | 8′  |